# 洪兴祖
洪興祖（1090年—1155年），字慶善，號練塘，鎮江丹陽人。
生於宋哲宗元佑五年（1090年），政和年間上舍第，官湖州士曹，改宣教郎。建炎三年（1129年）春，高宗幸扬州，召试秘书省正字，迁太常博士。興祖上疏，“乞收人心，纳谋策，安民情，壮国威”，“国家再造，一宜以艺祖为法”。绍兴四年（1134年），迁驾部郎官，为秦桧所忌，起知广德军。
绍兴二十四年（1154年），替程瑀《论语解》撰序，右正言王珉批判此書“全失解经之体”，“不无怨望之意”，又列举了程瑀注解“弋不射宿”、“周公谓鲁公曰”二例，指程解“子钓而不纲，弋不射宿”为“不应背后中伤别人，是抱怨朝廷官员党同伐异”，又上書云：“兴祖天资阴险，趋向不正，倾心附之，结为死党，如不痛惩，恐为乱阶。伏望圣断，将兴祖编置远方，以御魑魅。”同年十二月，编管昭州（广西平乐县），魏安行发配钦州，《论语解》书版被毁弃。高宗紹興二十五年（1155年）八月憂懼卒。著有《周易通义》、《易古经考异释疑》、《系辞要旨》、《口义发题》、《春秋本旨》、《论语说》、《古文孝经序赞》、《续史馆故事》、《老庄本旨》、《圣贤眼目》、《语林》、《杜诗辨证》、《韩子年谱》、《韩文辨证》等书。

## 延伸阅读
[在维基数据编辑]
 在维基文库阅读此作者作品
 《宋史/卷433》，出自脱脱《宋史》